# Мијета (име)
Мијета (мађ. Mietta), је женско име које се користи у мађарском језику, води порекло из италијанског језика и један је од облика имена Марија.
Сродна имена су: Манон, Мара, Маријан, Маријана, Марица, Марина, Маринела, Маринета, Маријон, Мариора, Марита, Маша, Мија, Мирјам и Рија.

## Имендани
- 2. јул.
- 2. август.

## Варијације имена у језицима
-,